# Třídobá periodizace pravěkých dějin
Třídobá periodizace pravěkých dějin je archeologický model, který se týká rozdělení lidské prehistorie do tří po sobě jdoucích období, jejichž názvy se vztahují k tehdy převládajícím materiálům nástrojových technologií
- Doba kamenná
- Doba bronzová
- Doba železná

Tento systém je nejvhodnější pro popis evropského vývoje společnosti, i když byl také používán pro popisování jiných dějin. Systém byl často kritizován pro jeho přílišné technologické zaměření.

## Vznik
Jeho formální zavedení je připisováno Dánovi Christianu Jürgensenu Thomsenovi, který je zavedl po roce 1820 za účelem klasifikace artefaktů ve sbírkách, později umístěných v Dánském národním muzeu. Thomsen nebyl prvním, kdo použil materiály nástrojů jako základnu pro klasifikaci prehistorické společnosti; Francouz Nicholas Mahudel podobný systém navrhoval na počátku 18. století a tato myšlenka sílila dalších sto let díky podpoře různých jejích příznivců.
Thomsen a jeho předchůdci argumentovali tím, že nikdo nepoužíval kámen, pokud byly k dispozici nástroje z bronzu a podobně nebyly používány bronzové nástroje, jestliže se všude okolo používaly nástroje ze železa. Myšlenku, že pokrok musel postupovat v určité časové posloupnosti, navrhl jako přijatelnou základnu pro dataci artefaktů a nalezišť. Takový systém datace byl velkým a revolučním zlepšením chaotické organizace prehistorické archeologie v předchozích letech.
Thomsenova klasifikace vyvolala obrovský ohlas, ale také negativní reakce. Na jeho straně stáli skandinávští, na druhé straně převážně němečtí archeologové. Tento boj trval po celé 19. století a znamenal intenzivní rozvoj archeologie, neboť obě strany chtěly svá tvrzení podepřít věcnými argumenty, tj. novými archeologickými objevy.
Současně se také rozhořel boj o prvenství při definování tohoto systému. Ve stejném roce, kdy Thomsen poprvé uveřejnil své pojednání o trojdobé periodizaci anonymně v tisku (1836), vypracoval jeho německý kolega Johann Friedrich Danneil zprávu o vykopávkách u Salzwedelu. V ní také rozdělil rané dějiny lidstva do tří částí. O rok později publikoval Georg Christian Friedrich Lisch studii k chronologickému a etnologickému dělení na předdějinné období a období raných dějin, které roku 1839 pod vlivem Thomsenových myšlenek rozšířil na trojdobou periodizaci. Posléze se mezi Thomsenem a Danneilem rozhořela debata, kdo jako první přišel s tímto systémem, která postupně získala i politický nádech a ne náhodou měla svůj vrchol právě za Německo-dánské války roku 1864. Němečtí archeologové Hugo Mötefindt a Gustaf Kossinna například poukazovali na to, že zatímco Danneil aktivně prováděl výzkum v terénu, soustředil se Thomsen pouze na vyhodnocování sbírek od svých kolegů.
Dnes je celosvětově za tvůrce tohoto systému uznáván Thomsen. Ještě za jeho života se však ukázalo, že pro profesionální archeology je toto dělení příliš hrubé a tak postupně další badatelé se více či méně úspěšně pouštěli do jeho dalšího zjemňování. Mezi nejznámější patří Oscar Montelius, John Lubbock, Edouard Lartet a zvláště Gabriel de Mortillet.

## Dělení
Roku 1865 byla kamenná doba v Eurasii poprvé rozdělena na paleolit a neolit použitím těchto termínů v knize Johna Lubbocka Prehistoric Times (Prehistorická doba) a současně s tím bylo použito i další dělení všech dob na starší, střední a mladší (nebo na spodní, střední a vrchní v případě paleolitu) části. Mezi africkými archeology jsou preferovány termíny starší doba kamenná, střední doba kamenná a pozdní doba kamenná. Také se v některých oblastech přidává mezi paleolit a neolit časová období zvaná mezolit nebo epipaleolit, i když ta nebyla do třicátých let 20. století široce uznávána.
U některých kultur archeologické nálezy poukazují na nezbytnost přidat mezi neolit a dobu bronzovou dobu měděnou. Naproti tomu termín megalit neznamená určitý časový interval, pouze popisuje používání velkých kamenných kvádrů od jisté doby určitými národy.

## Datace
Kroky dělané na poli řazení, typologie, stratifikace a asociativního datování artefaktů a rysů dovolují právě důležité úpravy při čištění systému. Přesto nemohou být tomuto systému přiřazeny žádné přesné datové hranice, jednotlivé doby mohou být umístěny pouze v relativním sledu za sebou. Vynaložené úsilí bylo často směřováno k tomu, aby byla evropská a blízkovýchodní sekvence zharmonizována s datovatelnou chronologií Starověkého Egypta. Více vypovídající vědecké datovací metody jako např. datace pomocí radiouhlíkové metody nebyly v té době k dispozici, tyto postupy se objevily až v polovině dvacátého století.

## Obtíže
Třídobá periodizace byla obtížně použitelná mimo Evropu, kde byla vytvořena. Některá společenství přeskakovala její určité stupně nebo je nikdy nerozvíjela, pokud toho neměla zapotřebí. Například jihoamerické indiánské kmeny v Amazonii zůstávají na úrovni neolitu, na jih od Sahary vůbec neproběhla doba bronzová – technologický pokrok se ubíral od výroby kamenných nástrojů přímo k výrobě nástrojů železných.
Také se brzy ukázalo, že přechody z jedné doby do druhé se nedějí rychle nebo rázně. Kamenné štípané nástroje se používaly v omezeném množství v Evropě i v době železné, zatímco časné železné předměty se objevují tam, kde by technicky měl být neolit.
Také používání třídobé periodizace pro měření vývojového stupně jednotlivých společností je velice nepřesné, některé vývojové stupně se u různých společností obrovsky liší. Kupříkladu klasické období Mayské společnosti mělo matematiku a astronomii na úrovni evropské renesanční doby, ale technicky byla tato společnost na úrovni kamenné kultury. Inkové, pokud víme, sice neměli žádné psané záznamy, ale práci s železem ovládali již kolem roku 1500 př. n. l. Japonci měli rozvinuté hrnčířství již v roce 10 000 př. n. l., ale nezačali vyrábět věci z bronzu nebo farmařit na rýžových polích dříve než kolem mezi lety 1000 až 500 př. n. l.
Přestože třídobá periodizace předhistorických dějin lidstva stále méně vyhovuje dnešním požadavkům moderní archeologie ve světle nových objevů a poznatků, je nadále používána jak obyčejnými laiky, tak i mnohými archeology. To, že se tento systém udržel i tehdy, když už vlastně nevyhovoval, dokazuje, že jeho jednoduchost, pochopitelnost a tím i vysoká didaktická hodnota mohou vyvážit jeho nedostatky.

## Přehledná tabulka systému třídobé periodizace
| Doba          | Perioda                            | Nástroje | Ekonomika                                                                                | Obydlí                                                                        | Společnost                                            | Náboženství |
| ------------- | ---------------------------------- | --- | ---------------------------------------------------------------------------------------- | ----------------------------------------------------------------------------- | ----------------------------------------------------- | --- |
| Doba kamenná  | Paleolit                           | Ruční nástroje a objekty nalezené v přírodě – obušek, kyj, zaostřený kámen, sekáček, pěstní klín, škrabadlo, oštěp, harpuna, jehla, šídlo | Lov a sběračství                                                                         | Kočovný životní styl – jeskyně, chatrče, kožené stany, převážně u řek a jezer | Skupiny sběračů jedlých rostlin a lovců (25-100 lidí) | Víra v posmrtný život se začíná formovat v mladém paleolitu. Jejími zřejmými rysy jsou rituální pohřby a uctívání předků. Kněží a služebníci ve svatyních se objevují v pravěku. |
| Doba kamenná  | Mezolit (jiným jménem epipaleolit) | Ruční nástroje a objekty nalezené v přírodě – luk a šíp, rybářský koš, lodě                                                               | Lov a sběračství                                                                         | Kočovný životní styl – jeskyně, chatrče, kožené stany, převážně u řek a jezer | Kmen                                                  | Víra v posmrtný život se začíná formovat v mladém paleolitu. Jejími zřejmými rysy jsou rituální pohřby a uctívání předků. Kněží a služebníci ve svatyních se objevují v pravěku. |
| Doba kamenná  | Neolit                             | Ruční nástroje a objekty nalezené v přírodě – dláto, motyka, pluh, jho, srp, setba, obilí, tkalcovství, hrnčířství a zbraně               | Neolitická revoluce – přechod na zemědělství. Sklizeň, lov, rybolov a domestikace zvířat | Venkovské usedlosti                                                           | Etnické formace                                       | Víra v posmrtný život se začíná formovat v mladém paleolitu. Jejími zřejmými rysy jsou rituální pohřby a uctívání předků. Kněží a služebníci ve svatyních se objevují v pravěku. |
| Doba bronzová | Doba bronzová                      | Měděné a bronzové nástroje, hrnčířský kruh                                                                                                | Zemědělský chovný dobytek, zemědělství, řemesla, obchod                                  | Venkovské usedlosti                                                           | Etnické formace                                       | Víra v posmrtný život se začíná formovat v mladém paleolitu. Jejími zřejmými rysy jsou rituální pohřby a uctívání předků. Kněží a služebníci ve svatyních se objevují v pravěku. |
| Doba železná  | Doba železná                       | Železné nástroje | Zemědělský chovný dobytek, zemědělství, řemesla, obchod                                  | Formování měst                                                                | Formování států**                                     | Víra v posmrtný život se začíná formovat v mladém paleolitu. Jejími zřejmými rysy jsou rituální pohřby a uctívání předků. Kněží a služebníci ve svatyních se objevují v pravěku. |

Formování státu začíná ve starší době bronzové v Egyptě a Mezopotámii a v pozdějším období doby bronzové se objevují první říše.